# 스미요시촌 (이시카와현)
스미요시촌(住吉村)은 이시카와현 후게시군에 설치되었던 촌이다.